# Congresso de Aquisgrão (1818)

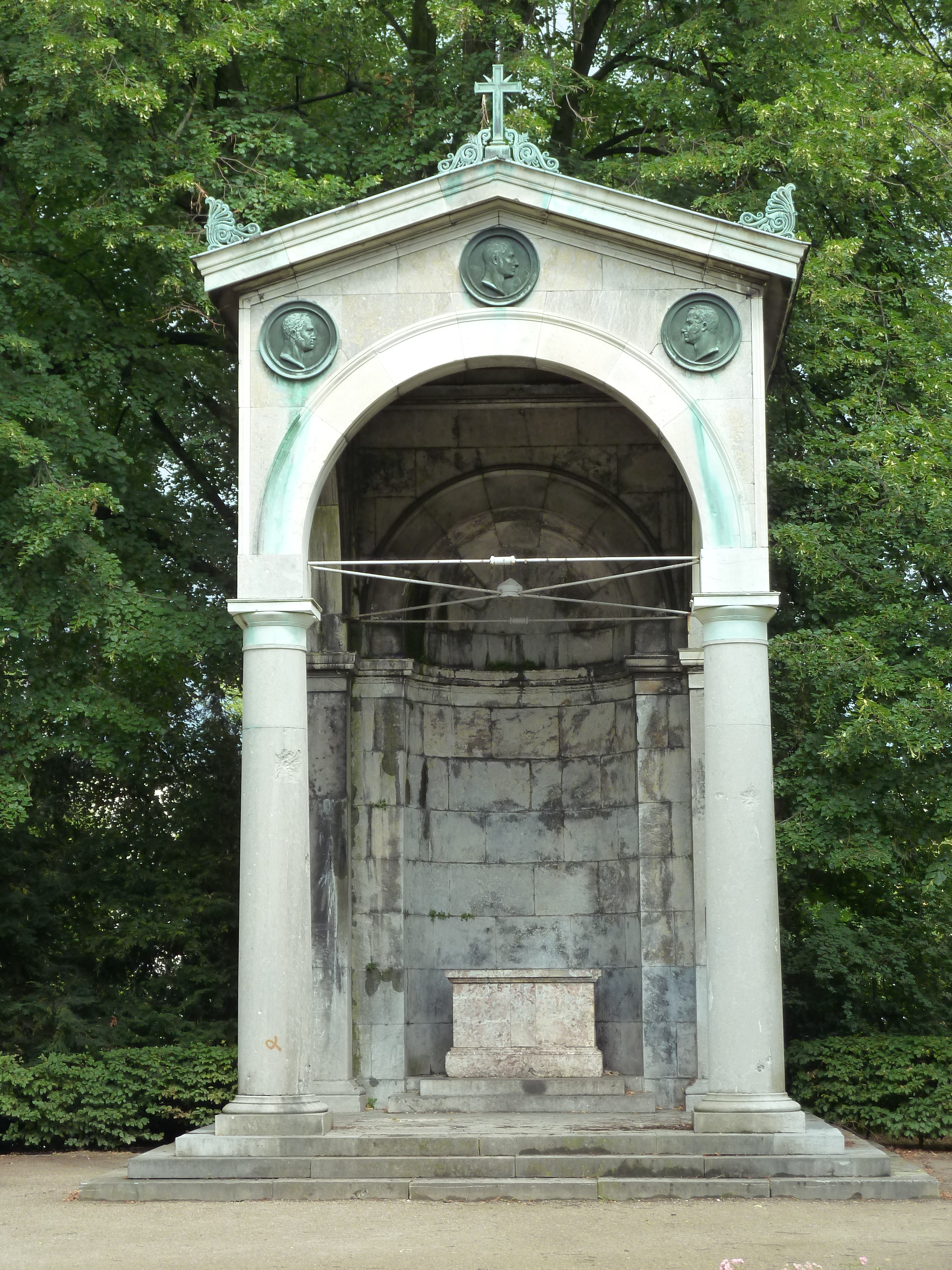
Memorial do Congresso em Aquisgrão, Alemanha

Congresso de Aquisgrão ou de Aix-la-Chapelle, realizada no outono de 1818, foi uma reunião entre quatro potências aliadas (Reino Unido, Áustria, Prússia e Rússia) para decidir a questão da retirada do exército de ocupação da França napoleônica e a natureza das modificações que seriam introduzidas em consequência das relações dos quatro poderes em relação uns com os outros e, coletivamente, com a França. O congresso foi parte da série de conferências no Concerto da Europa.
França conseguiu seu objetivo de reduzir as obrigações impostas pelo Tratado de Paris de 1815, que envolviam manter um exército aliado na França e outras reparações. A ocupação foi formalmente encerrada na conferência de 30 de setembro de 1818; até 30 de novembro a evacuação estava completa. O representante francês Duque de Richelieu conseguiu que a França fosse admitida como um parceiro importante nos fóruns de discussão europeus e a posição da França como uma potência europeia foi restaurada.

## Bibliográficas
- Este artigo incorpora texto  (em inglês) da Encyclopædia Britannica (11.ª edição), publicação em domínio público.
- Bridge, Roy, "Allied Diplomacy in Peacetime: The Failure of the Congress 'System,' 1815-23" in Alan Sked, ed., Europe's Balance of Power, 1815-1848 (1979), pp 34-53.
- Ghervas, Stella, "Réinventer la tradition: Alexandre Stourdza et l'Europe de la Sainte-Alliance", Paris, Honoré Champion, 2008. (ISBN 978-2-74531-669-1)
- Veve, Thomas D. "France and the Allied Occupation, 1816-1818," Consortium on Revolutionary Europe 1750-1850: Proceedings 1990, Vol. 20, p411-416
- Jarrett, Mark (2013). The Congress of Vienna and its Legacy: War and Great Power Diplomacy after Napoleon Account. London: I. B. Tauris & Company, Limited. ISBN 978-1780761169